# ستيرلينغ جونسون الابن
ستيرلينغ جونسون الابن (بالإنجليزية: Sterling Johnson, Jr.)‏ هو ضابط ومحامي وقاضي أمريكي، ولد في 14 مايو 1934 في بروكلين في الولايات المتحدة.